# 메두사

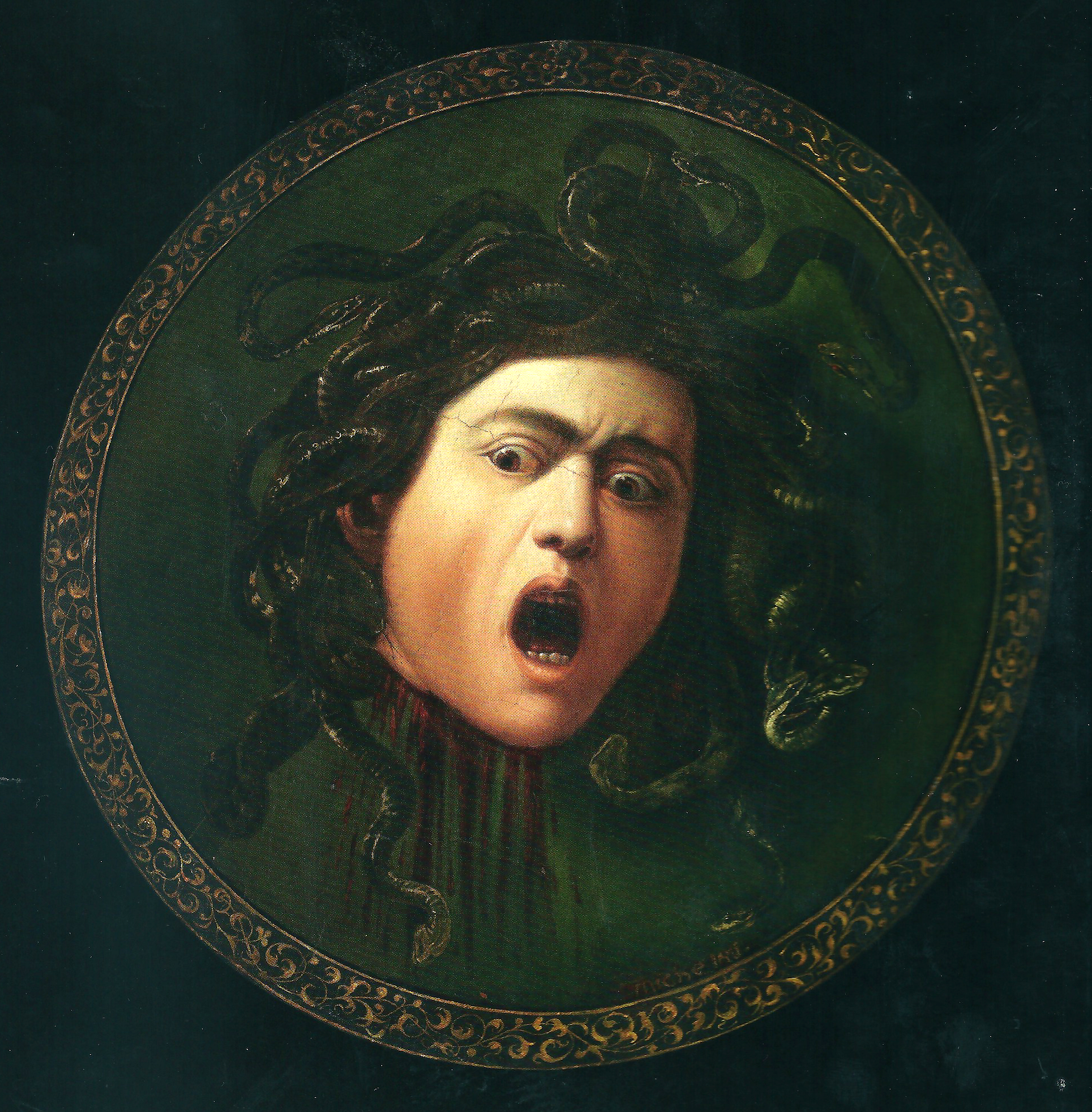
메두사, 카라바지오 (1598)

메두사(고대 그리스어: Μέδουσα: 지배자, 여왕, 그리스어: Medoūsa, 영어: Medusa)는 그리스 신화에 등장하는 괴물이다. 고르곤 세 자매 중 한명으로, 스테노, 에우리알레가 그녀의 자매들이다. 고르곤 세 자매의 또다른 자매로는 하나의 눈과 치아를 돌아가며 쓰는 세 노녀(老女) 그라이아이(노파들)가 있다.

## 개요
보석과 같이 빛나는 눈을 가졌으며 보는 것을 모두 돌로 만들어버리는 능력을 가진, 혹은 흉측하고 무시무시한 얼굴로 하여금 본 자를 공포에 빠트려 돌로 만들어버리는 능력을 가졌다고 전해져 오며 머리카락은 무수한 독사로, 톱니같이 날카로운 치아, 멧돼지의 엄니, 청동 손, 황금 날개, 튀어나온 눈, 긴 뱀혀를 가진 혐오스러운 모습으로 묘사된다. 또한 불사(不死)의 몸을 가진 두 언니들과는 달리 메두사는 불사의 몸이 아니었다.
메두사는 바다의 신 포세이돈의 연인 관계로, 포세이돈 사이에서 천마 페가수스와 크리사오르(뜻:황금 검)를 낳는다. 메두사가 네 발 달린 말을 낳았으므로 메두사도 켄타우로스와 같은 네 발 달린 반인반마(半人半馬)였다고 보는 견해도 있으며 뱀의 몸을 가진 반인반사(半人半巳)로 그려지기도 한다. 메두사는 결국 페르세우스에 의해 목이 잘려 사망한다.
메두사는 본래 그리스(아나톨리아 반도)의 선주민족(先住民族)이었던 페라스고이인들의 신화 안에서 주요 여신중 하나였다. 또 코린토스에서는 대지의 여신으로 여겨졌다. 바다의 신 포세이돈은 고대 그리스인 헬레네스(고대 그리스어: Έλληνες, 영어: Hellenes)의 도래 이전부터 고대 그리스에 존재하고 있던 신이었으며 메두사와 포세이돈은 부부였다. 헬레네스의 도래 이후 그리스 로마신화에서 메두사는 여신에서 괴물로 묘사되게 된다.

## 전설

### 저주
고르곤 세 자매는 바다의 신 폰토스와 대지의 신 가이아의 자식인 포르키스와 그의 여동생 케토 사이에서 태어났다. 머리카락이 뱀이고 흉측한 모습을 가진 두 언니와는 달리 메두사는 매우 아름다운 모습을 한 미녀였다. 메두사가 저주를 받은 이유로는 아래 3가지의 설이 존재한다.

#### 설 1-1
자신의 머리카락이 아테나보다 아름답다고 자만하다 아테나의 노여움을 사 저주를 받았다는 설이다. 이 설은 아라크네 이야기와 혼동되기 쉬우며, 동일시 되기도 한다.

#### 설 1-2
아테나는 포세이돈과 결혼하려고 발버둥쳤고 포세이돈이 아테나를 여자로 인식하지 않았기에 아테나는 항상 포세이돈을 힘으로 굴복시키고 결혼하려 했는데 여기까지 눈치챈 포세이돈은 아테나로 하여금 자신을 포기하게 만들 목적으로 고의로 처녀신 아테나의 신전에서 메두사와 사랑을 나누었고, 이에 질투와 모욕을 느낀 아테나가 메두사에게 저주를 내렸다는 설이다.

#### 설 1-3
아테나에게 도시 아테네를 빼앗긴 포세이돈은 아테나에게 복수를 하기 위해 아테나의 신전에서 메두사와 사랑을 나누었고, 신(神)인 포세이돈에게 저주를 내리지 못하여 대신 인간인 메두사에게 저주를 내렸다는 설이다.

### 저주 이후
아테나는 메두사에게 두 언니보다 더 흉측한 모습으로 바뀌는 저주를 내렸다. 메두사의 아름다웠던 머리카락은 무수한 독사로 바뀌었으며, 톱니같이 날카로운 치아, 멧돼지의 엄니, 청동 손, 황금 날개, 튀어나온 눈, 긴 뱀혀를 가진 혐오스러운 모습으로 변하게 된다. 또한 불사(不死)의 몸을 가진 두 언니들과는 달리 메두사는 불사의 몸이 아니었으며, 머리카락이 독사가 아니었던 두 언니들과는 달리 메두사의 머리카락은 독사였다.
흉측한 모습으로 변해버린 자신의 모습을 본 메두사는 큰 충격에 빠졌고, 이내 두 언니들과 함께 서쪽의 죽은 자들의 나라, 게리온의 주거지인 헤스페리데스의 정원 근처로 도망쳐 살게 된다. 그녀들은 가끔 사람들이나 동물들이 사는 도시나 숲 속에 나타나서 그곳에 사는 존재들에게 공포를 주며 떠돌아다녔기에 분명한 주거지는 알 수 없다. 하지만 그녀들의 자매였던 그라이아이만은 항상 그녀들의 위치를 알고 있었다.

### 페르세우스
페르세우스는 제우스와 다나에 사이에서 태어났다. 세리포스의 왕 폴리덱테스는 다나에를 자신의 아내로 맞이하고 싶어했고, 방해가 되는 페르세우스를 처리할 목적으로 축제날 선물로 메두사의 목을 베어올 것을 지시한다.
이후 자신의 아들이 걱정된 제우스는 헤르메스에게 페르세우스에게 도움을 주도록 했다. 헤르메스는 그라이아이가 고르곤 자매의 위치를 알고 있다는 사실을 귀띔해주었고, 메두사에게 악감정이 있었던 아테나는 자신의 방패인 아이기스와 헤라의 뭐든 넣을 수 있는 주머니 키비시스, 하데스의 투명 투구 퀴네에, 헤르메스의 하늘을 날 수 있는 샌들을 빌려 페르세우스에게 전달하였다. 또한 표면을 거울처럼 잘 닦은 청동 방패와 고르곤 자매에 대한 정보를 주기도 하였다.

### 사망

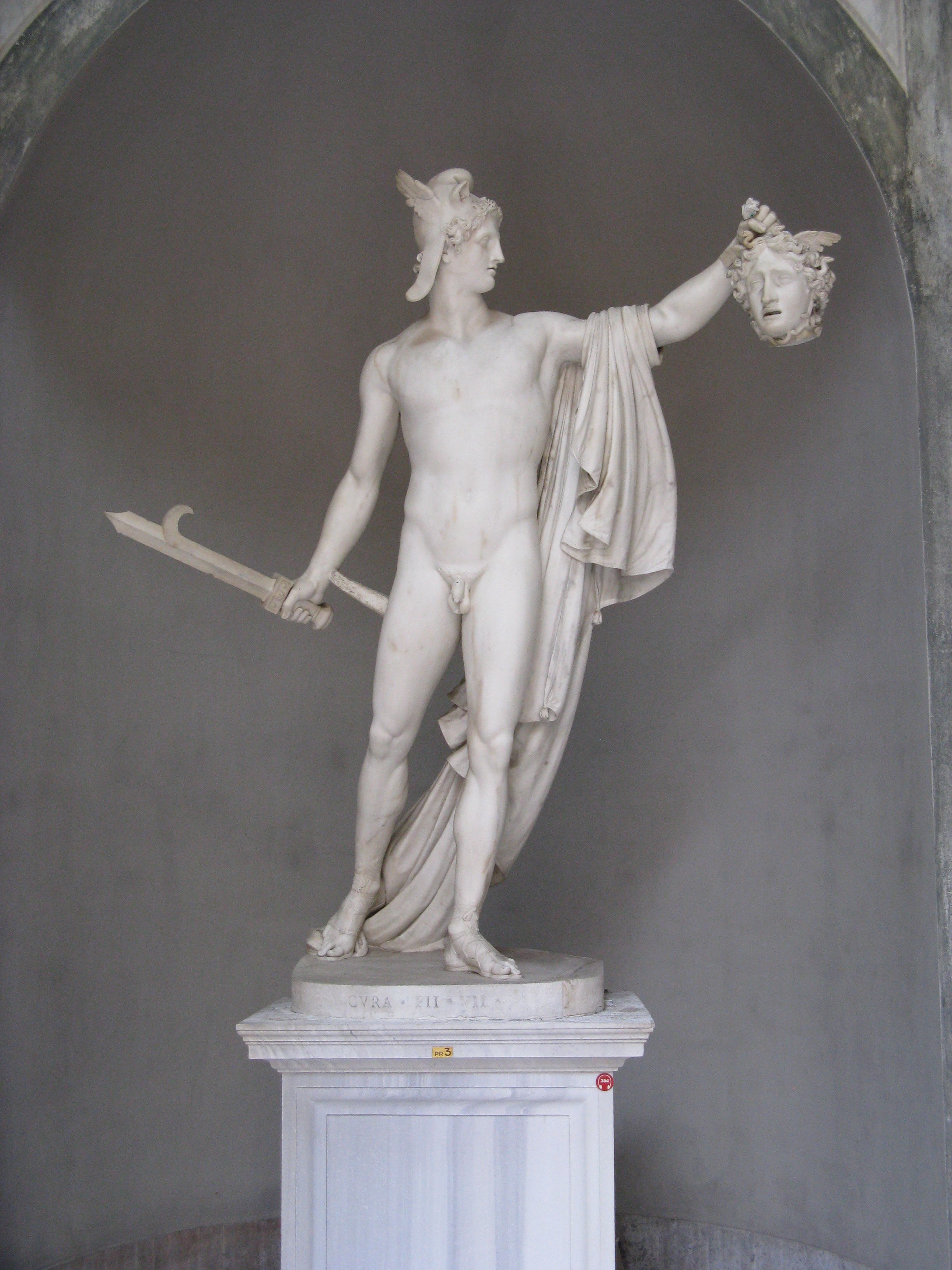
메두사의 머리를 들고있는 페르세우스 동상

이후 페르세우스는 그라이아이를 찾아가 눈을 빼앗아 고르곤 자매의 위치를 알려줄 것을 요구하였다. 메두사의 위치를 알게 된 페르세우스는 서쪽의 죽은 자들의 나라로 찾아갔고, 그녀들은 어김없이 히페르보이오스인들의 나라에서 횡포를 부리고 있었다.
페르세우스는 그녀들이 잠들기만을 기다린 후 거울처럼 잘 닦은 청동 방패를 이용해 메두사의 얼굴을 직접 보지 않고 칼로 목을 베었다.
곧 메두사의 목에서 두 줄기의 피가 솟구쳤고, 그 피에서 천마 페가수스와 크리사오르(뜻:황금 검)가 태어났다.
페가수스는 울부짖으며 메두사의 죽음을 일러주었고, 그 소리에 깬 두 언니들은 메두사가 살해당한 것을 깨닫고 격분하였다. 그녀들은 메두사를 살해한 범인을 찾으려 하였으나 그녀들은 투명 투구를 쓴 페르세우스의 모습을 전혀 볼 수 없었다.
페르세우스는 아테나에게서 두 언니들은 불사라는 사실을 알았기에 메두사의 머리를 마법 주머니에 넣고 유유히 빠져나왔다.

### 사망 이후

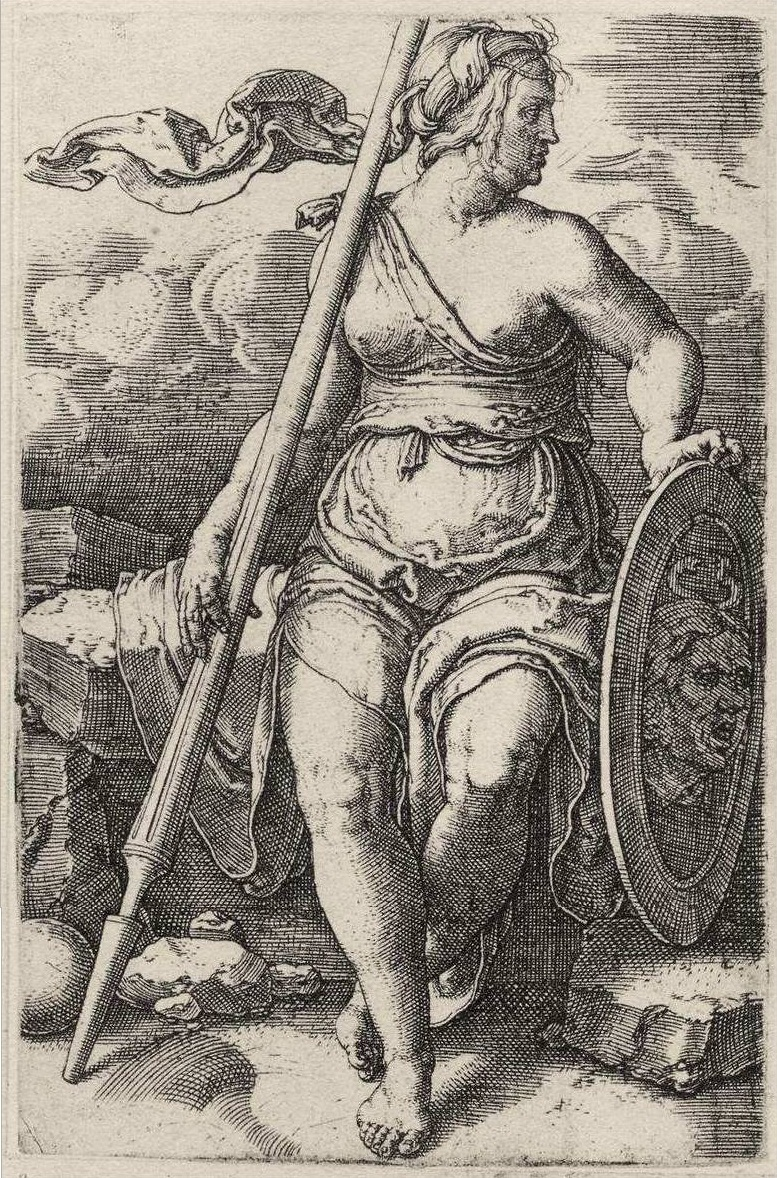
아테나의 방패에 박힌 메두사의 머리

메두사의 머리는 잘려진 이후에도 사람을 돌로 만드는 능력을 유지하고 있었기에 페르세우스에 의해 케페우스와 아틀라스, 피네우스, 폴리덱테스를 돌로 만들었다. 이후 메두사의 머리는 아테나에게 바쳐져 아이기스에 박히게 되었고, 아이기스는 최강의 방패가 된다.

## 같이 보기
- 스키타이의 마디우스
- 페가수스
- 페르세우스
- 포세이돈
- 메두사 (마블 코믹스)